# Silvia Ruegger
Silvia Ruegger, född 23 februari 1961, död 23 augusti 2019, var en friidrottare från Kanada. Hon deltog vid olympiska sommarspelen 1984.